# Mina Kostić
Jasmina "Mina" Kostić (serbisk kyrilliska: Јасмина "Мина" Костић), född 5 maj 1979 i Orašje, Bosnien och Hercegovina, är en bosnisk-serbisk sångerska av romskt ursprung. Hon är mest känd under sitt smeknamn Mina.
Hon har sjungit som gäst på många uppmärksammade födelsedagsfester av serbiska kändisar såsom: Dejan Stanković, Siniša Mihajlović och Mateja Kežman. I februari 2009 födde hon dottern Anastasija.

## Diskografi
- 2000 - Srčani udar
- 2002 - No comment (Bez komentera)
- 2005 - Muziku pojačaj
- 2011 - Pojacajte zvuk